# رنتیسویل (اکلاهما)
رنتیسویل(به انگلیسی: Rentiesville) شهری در ایالت اکلاهما کشور ایالات متحده آمریکا است که جمعیت آن در سرشماری سال ۲۰۱۰ میلادی، ۱۲۸ نفر بوده‌است.